# Ожер ан Бри
Ожер ан Бри (фр. Augers-en-Brie) је насељено место у Француској у региону Париски регион, у департману Сена и Марна.
По подацима из 2011. године у општини је живело 304 становника, а густина насељености је износила 22,52 становника/km².

## Демографија
| 1962. | 1968. | 1975. | 1982. | 1990. | 2011. |
| ----- | ----- | ----- | ----- | ----- | ----- |
| 259   | 213   | 176   | 172   | 195   | 304   |